# زنان در فضا

چهار زن به‌طور همزمان در فضا در ایستگاه فضایی بین‌المللی در سال ۲۰۱۰ (Expedition 23 و اس‌تی‌اس-۱۳۱). از پایین چپ به صورت ساعت‌گرد: تریسی دایسن، دوروتی متکالف-لیندنبورگ، نائوکو یامازاکی و استفانی ویلسون

زنان در فضا (انگلیسی: Women in space) از آغاز پرواز فضایی انسانی در ماورای جو در پروژه‌های فضایی حضور داشته‌اند. شمار قابل توجهی از زنان از کشورهای گوناگون در فضا فعالیت داشته‌اند، هرچند که در مجموع زنان همچنان به‌طور قابل توجهی کمتر از مردان برای سفر به فضا انتخاب می‌شوند، و تا ژوئن ۲۰۲۰ تنها ۱۲٪ از کل فضانوردانی که به فضا رفته‌اند را زنان تشکیل می‌دادند. با این حال، نسبت زنان در میان سفرهای فضایی به‌طور قابل توجهی در حال افزایش است.
نخستین زنی که به فضا پرواز کرد والنتینا ترشکوا از اتحاد جماهیر شوروی بود که در ۱۶ تا ۱۹ ژوئن ۱۹۶۳ با وستوک ۶ پرواز کرد. ترشکوا کارگر خط مونتاژ کارخانه نساجی بود، نه خلبان مانند فضانوردان مرد آن زمان. او برای اهداف تبلیغاتی، وفاداری‌اش به حزب کمونیست اتحاد جماهیر شوروی و تجربه چندین ساله‌اش در چتربازی ورزشی که هنگام فرود پس از خروج از کپسول خود استفاده کرد، انتخاب شد. زنان تا سال ۱۹۸۲ به‌عنوان خلبان و کارمند فضایی برابر با همتایان مرد خود صلاحیت نداشتند. تا اکتبر ۲۰۲۱، بیشتر ۷۰ زنی که به فضا رفته‌اند شهروندان ایالات متحده آمریکا بوده‌اند و مأموریت‌هایی را در شاتل فضایی و ایستگاه فضایی بین‌المللی انجام داده‌اند. کشورهای دیگر (اتحاد جماهیر شوروی، کانادا، ژاپن، روسیه، چین، بریتانیا، فرانسه، کره جنوبی، ایتالیا) تنها یک، دو یا سه زن را در برنامه‌های پرواز فضایی انسانی خود به فضا فرستاده‌اند. افزون بر این، یک زن با تابعیت دوگانه ایرانی-آمریکایی به‌عنوان توریست در یک پرواز فضایی آمریکایی شرکت کرده است.
زنان با بسیاری از همان تأثیرات پرواز فضایی که مردان با آن روبه‌رو هستند، مواجه می‌شوند. مطالعات علمی عموماً هیچ اثر نامطلوب خاصی از مأموریت‌های فضایی کوتاه‌مدت برای زنان نشان نداده‌اند. برخی حتی پیشنهاد کرده‌اند که زنان ممکن است برای مأموریت‌های فضایی طولانی‌مدت مناسب‌تر باشند. با این حال، مطالعات به‌طور مداوم نشان داده‌اند که مانع اصلی برای حضور زنان در فضا جنسیت‌گرایی است.

## تاریخچه

### کشمکش‌های اولیه رقابت فضایی
در رقابت میان اتحاد جماهیر شوروی (شوروی) و ایالات متحده که به رقابت فضایی معروف است، هر دو کشور در اواخر دهه ۱۹۵۰ و اوایل دهه ۱۹۶۰ نخستین خلبانان فضایی خود را که در شوروی فضانورد و در ایالات متحده فضانورد نامیده می‌شدند، از میان خلبان آزمایشهای جت‌های پرسرعت نظامی برگزیدند که همگی مرد بودند.

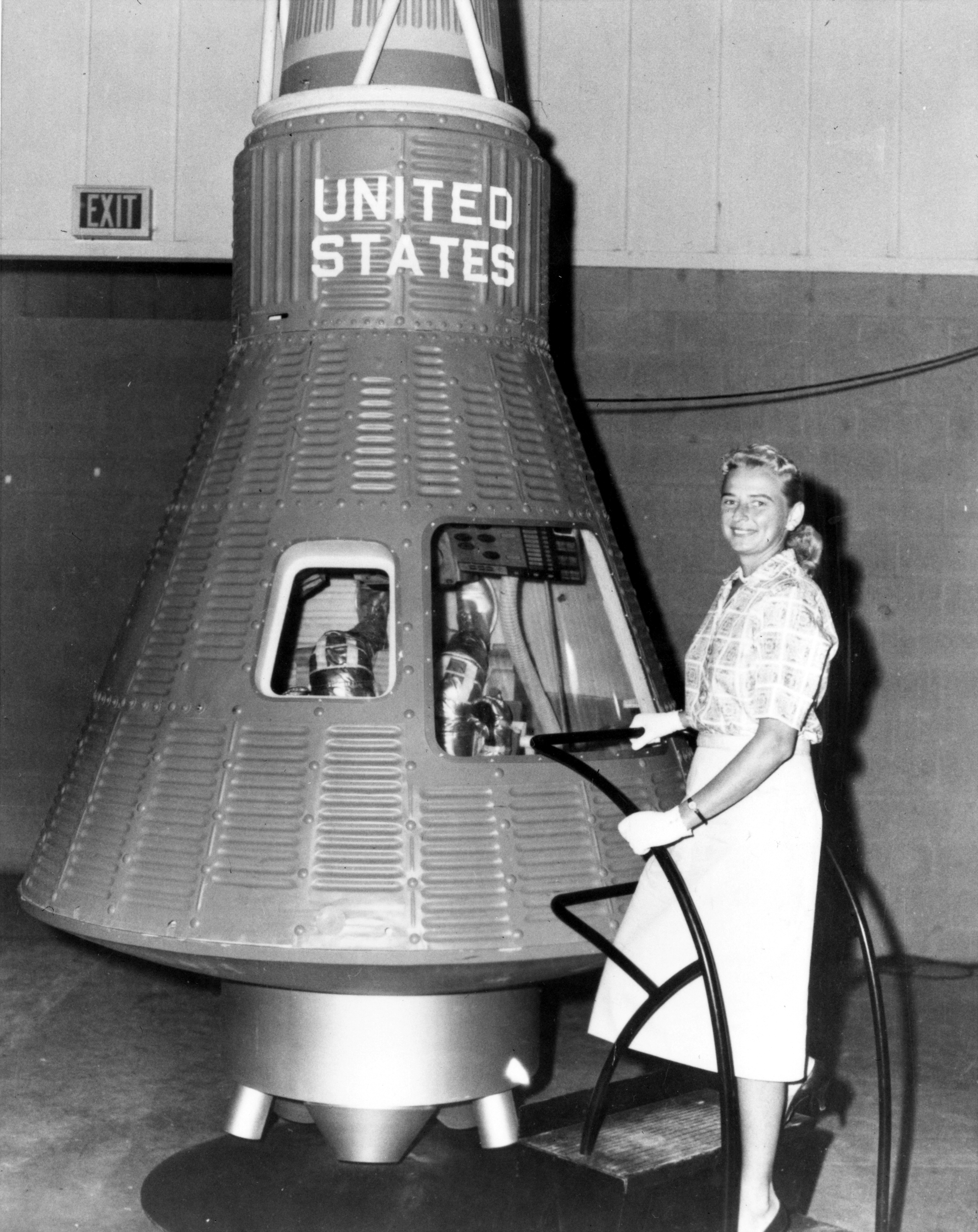
جری کاب در کنار یک کپسول مرکوری (c. اوایل دهه ۱۹۶۰)

در سال ۱۹۵۹، پس از آنکه پروژه تحقیقاتی نیروی هوایی ایالات متحده تحت عنوان «زن در فضا در نخستین فرصت» از سوی فرماندهی تحقیقات و توسعه هوایی این نیرو مجوز دریافت نکرد، دان فلیکینگر و ویلیام راندولف لاولیس دوم گروهی متشکل از سیزده خلبان زن آمریکایی تشکیل دادند. این گروه که توسط مطبوعات آمریکا "مرکوری ۱۳" نامیده شد، آرزو داشتند فضانورد شوند. این زنان تحت نظارت کارکنان کلینیک لاولیس، همان آزمایش‌های پزشکی مردان را گذراندند و موفق شدند، اما این پروژه از سوی دولت حمایت نشد و تأمین مالی آن به‌طور خصوصی (از جمله توسط پیشگام صنعت هوانوردی ژاکلین کاکرن) انجام شد. ایده فضانوردان زن با مقاومت شدیدی در فرماندهی نظامی و ناسا مواجه شد و در نتیجه این زنان هرگز به عنوان فضانورد انتخاب نشدند. جری کاب از اعضای "مرکوری ۱۳" در سال ۱۹۶۱ به عنوان مشاور ناسا منصوب شد و در ژوئیه ۱۹۶۲ در برابر کنگره دربارهٔ نتایج مثبت پزشکی گروه "مرکوری ۱۳" و جنسیت‌گرایی شهادت داد.
در همین حال، نیکولای کامانین، مدیر آموزش فضانوردان در شوروی، پس از مواجهه مکرر با پرسش‌های رسانه‌های خارجی در مورد زنان در فضا در سال ۱۹۶۱، تلاش کرد تا زنان را به عنوان فضانورد وارد برنامه کند. در ادامه، کامانین توانست حمایت سرگئی کارالیوف، رهبر برنامه فضایی شوروی را جلب کند و پس از شش ماه، مجوز آموزش فضانوردان زن را دریافت کرد. در جریان سفری به ایالات متحده در سال ۱۹۶۲، کامانین با جری کاب از گروه رد شده "مرکوری ۱۳" ملاقات کرد. او در یادداشت‌های روزانه‌اش نوشت: «نمی‌توانیم اجازه دهیم که نخستین زن فضانورد آمریکایی باشد. این توهینی به احساسات میهن‌پرستانه زنان شوروی خواهد بود.»
دولت شوروی عموماً تمایلی به استفاده از زنان به عنوان خلبان فضانورد نداشت، اما نخست‌وزیر وقت، نیکیتا خروشچف، علاقه زیادی به استفاده از این فرصت برای اثبات برتری شوروی در برابری جنسیتی داشت.
در فوریه ۱۹۶۲، از میان بیش از ۴۰۰ متقاضی، گروهی از پنج فضانورد زن برای آموزش پرواز انفرادی در یک فضاپیمای برنامه فضایی وستوک انتخاب شدند.
به منظور افزایش احتمال فرستادن نخستین زن فضانورد شوروی به فضا، آموزش این گروه زودتر از همتایان مردشان آغاز شد.